# Naldo (nome)
Naldo  è un nome proprio di persona italiano maschile.

## Varianti
- Alterati: Naldino.
- Femminili: Nalda, Naldina.

## Origine e diffusione
È la forma abbreviata di numerosi nomi che terminano in -naldo, quali Arnaldo, Monaldo, Reginaldo e Rinaldo.

## Onomastico
L'onomastico ricorre lo stesso giorno del nome di cui costituisce un ipocoristico.

## Persone
- Ronaldo Aparecido Rodrigues, calciatore brasiliano classe 1982;
- Edinaldo Gomes Pereira, calciatore brasiliano classe 1988